# Импульсная нейронная сеть
Импульсная нейронная сеть (ИмНС, англ. Pulsed neural networks, PNN) или Спайковая нейронная сеть (СНН, англ. Spiking neural network, SNN) — третье поколение искусственных нейронных сетей (ИНС), которое отличается от бинарных (первое поколение) и частотных/скоростных (второе поколение) ИНС тем, что в нем нейроны обмениваются короткими (у биологических нейронов — около 1—2 мс) импульсами одинаковой амплитуды (у биологических нейронов — около 100 мВ).
Является самой реалистичной, с точки зрения физиологии, моделью ИНС.

## История

### Истоки
Первая научная модель импульсной нейронной сети была предложена Аланом Ходжкином и Эндрю Хаксли в 1952 году. Эта модель описывала как потенциалы действия возникают и распространяются. Импульсы, однако, как правило, не передаются непосредственно между нейронами. Связь требует обмена химическими веществами, которые называются нейротрансмиттерами, в синаптической щели.
С точки зрения теории информации, проблема заключается в отсутствии модели, которая бы объясняла, как кодируется информация и декодируются серии последовательностей импульсов, то есть потенциалы действия. Для нейробиологии всё еще открытым является вопрос: нейроны связываются с помощью частотного или временного кодирования? С помощью временного кодирования один импульсный нейрон может заменять сотни скрытых элементов частотной нейронной сети.

### Современные исследования
В настоящее время существует два направления исследования ИмНС:
1. создание компьютерных моделей, точно повторяющих модели функционирования нейронов реального мозга, благодаря чему станет возможным как объяснение механизмов его работы, так и диагностика/лечение заболеваний и травм ЦНС;
2. создание компьютерных моделей, абстрактно повторяющих модели функционирования нейронов реального мозга, что позволит использовать все преимущества реального мозга, таких как помехозащищенность и энергоэффективность, при анализе больших объемов данных.

## Устройство

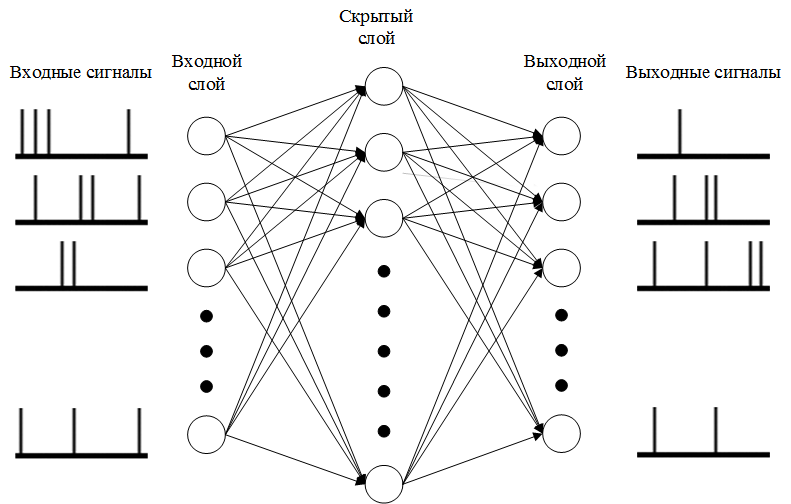
Импульсная нейронная сеть с одним скрытым слоем

### Принцип работы
Сеть получает на входы серию импульсов и выдаёт импульсы на выходе. В каждое мгновение каждый нейрон имеет некоторое значение (аналог электрического потенциала у биологических нейронов) и, если это значение превышает пороговое, то нейрон посылает одиночный импульс, после чего его собственное значение падает до уровня ниже среднего значения (аналог процесса реабилитации у биологических нейронов, так называемый рефрактерный период) на 2-30 мс. При выведении из состояния равновесия потенциал нейрона начинает плавно стремиться к среднему значению. Существует всего два параметра весовых связей импульсного нейрона — время задержки и величина веса.

### Модели нейронов
Способы моделирования нейронов ИмНС можно разделить на две группы:
- модели проводимости — подобны процессу работы ионных каналов;

1. Модель Ходжкина — Хаксли;
2. Модель Ижикевича;
3. Модель ФитцХью — Нагумо;
4. Модель Хиндмарша — Роуза;
5. Модель Морриса — Лекара;
6. Модель Уилсона — Кована;
7. Модель Гальвеса — Лёхербаха;
8. Многокамерная модель;
9. Кабельная теория дендритов.

- модели порогового значения — порождают импульс при определенном уровне напряжения.

1. Метод «интегрировать-и-сработать»;
2. Метод «интегрировать-и-сработать» с утечками.

### Представление информации

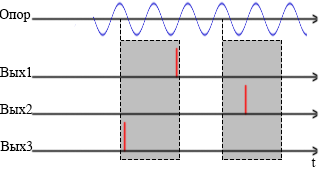
Способ представления информации в импульсных нейросетях: фазовый.

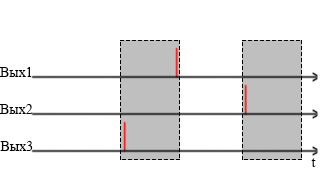
Способ представления информации в импульсных нейросетях: синхронный.

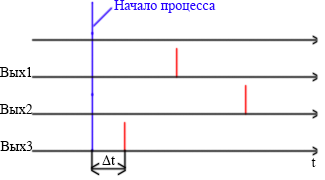
Способ представления информации в ИмНС: время до появления первого импульса.

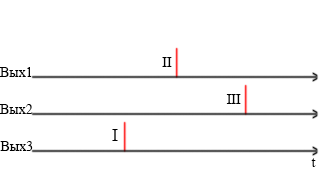
Способ представления информации в ИмНС: порядковый.

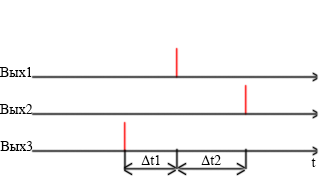
Способ представления информации в ИмНС: интервальный.

В частотных ИНС используется сигнал, который принимает значение, зависящее от частоты порождения импульсов определенной группой нейронов (веса нейронов, собственно, и являются формой представления этой частоты). Тем не менее, средняя частота импульсов в последовательности является довольно плохим вариантом представления информации, так как различные виды стимуляции могут приводить к одинаковой средней частоте импульсов.
Для избавления от этого недостатка в импульсных ИНС используются следующие виды представления информации:
1. фазовый (временной) — информация о сигнале задается точным (или в пределах некоторого окна) положением импульсов во времени (относительно какого-либо общего опорного ритма головного мозга);
2. синхронный (позиционный/пространственный/популяционный) — информация о сигнале задается синхронной активностью различных групп нейронов, и, как следствие, синхронным (или в пределах некоторого окна) появлением импульсов на определенных выходах сети (например, реагирующие на высокие и низкие частоты слуховые рецепторы улитки уха находятся в разных зонах);
3. время до появления первого импульса — информация о сигнале задается временем появления первого импульса на каком-либо выходе;
4. порядковый — информация о сигнале задается порядком получения импульсов на выходах сети;
5. интервальный (задержковый) — информация о сигнале задается расстоянием между импульсами, получаемыми на выходах сети;
6. резонансный — информация о сигнале задается плотной последовательностью импульсов (очередью), приводящей к возникновению резонанса (одиночные импульсы затухают и не вносят никакого вклада в передачу информации).

Помимо этого, существуют виды представления информации, являющиеся смешанной формой нескольких простых видов представления информации, например:
1. пространственно-временной — информация задается не только определенной последовательностью импульсов во времени, но они еще и должны исходить от определенной группы нейронов;
2. популяционно-частотный — информация задается повышением частоты порождения импульсов определенной группой нейронов.

### Устройство
Архитектуры ИмНС можно разделить на следующие группы:
1. Нейросеть прямого распространения (НПР) — данные передаются строго в одном направлении: от входов к выходам, обратные связи отсутствуют, а обработка может проходить по множеству слоев;
2. Рекуррентная нейронная сеть (РНС) — отдельные нейроны/популяции нейронов взаимодействуют друг с другом, то есть имеется обратная связь. ИНС такого вида обладают собственной динамикой и высокой вычислительной способностью;
3. Смешанная нейронная сеть[англ.] — внутри ИНС некоторые популяции нейронов относятся к виду НПР, а некоторые — к РНС. Взаимодействие между популяциями может быть как однонаправленным, так и взаимным.

1. Синхронное возбуждение цепи — представляет собой многослойную цепь, в которой импульсная активность может распространяться в виде синхронной волны передачи пачек импульсов от одной популяции к последующей;
2. Резервуарные вычисления — резервуарная ИНС состоит из резервуара, исполненного по рекуррентному виду, и выходных нейронов.

### Методы обучения
Методы обучения ИмНС делятся на три группы:
- Обучение без учителя:

1. Модель пластичности, зависимая от времени импульса (англ. Spike-timing-dependent plasticity (STDP));
2. Растущие импульсные нейронные сети (англ. Growing spiking neural networks);
3. ABS правило (англ. Artola, Bröcher, Singer (ABS) rule);
4. BCM правило (англ. Bienenstock, Cooper, Munro (BCM) rule);
5. Отношение между правилами BCM и STDP (англ. Relationship between BCM and STDP rules);
6. Общее обучение без учителя (англ. General unsupervised learning).

- Обучение с учителем:

1. SpikeProp (англ. SpikeProp);
2. Методы глубокого обучения (англ. Deep learning);
3. Дистанционный метод обучения с учителем (англ. Remote Supervised Method (ReSuMe));
4. FreqProp (англ. FreqProp);
5. Местный управляемый ошибкой ассоциативный биологические реалистичный алгоритм (англ. Local error-driven associative biologically realistic algorithm (LEABRA));
6. Обучение по Хеббу с учителем (англ. Supervised Hebbian Learning).

- Обучение с подкреплением:

1. Импульсный метод актера и критика (англ. Spiking actor-critic);
2. Обучение с подкреплением с помощью размеренно-поощряющей модели STDP (англ. RL through reward-modulated STDP).

## Качественные характеристики

### Преимущества
Импульсные ИНС имеют ряд преимуществ над нейросетями предыдущих поколений:
1. ИмНС являются динамическими, а значит отлично подходят для работы с динамическими процессами (распознавание речи и динамических изображений)[2];
2. ИмНС обладают многозадачностью, ведь входные данные обрабатываются в нейронной сети с обратными связями, а разные группы считывающих нейронов могут быть обучены на решение разных задач;
3. ИмНС способны осуществлять распознавание с предвидением (то есть не обязательно обладать полной информацией об объекте или знать результат процесса);
4. ИмНС просто обучать, так как достаточно обучить только выходные считывающие нейроны;
5. ИмНС имеют повышенную продуктивность обработки информации и помехоустойчивость, так как используют временно́е представление информации;
6. ИмНС требует меньшего числа нейронов, так как каждый нейрон импульсной нейронной сети заменяет два нейрона (возбуждающий и тормозящий) классической ИНС;
7. ИмНС имеют высокую скорость работы и большой потенциал распараллеливания, так как для передачи импульса необходимо отправить 1 бит, а не непрерывную величину, как в частотных ИНС[13];
8. ИмНС могут обучаться в процессе работы[14].

### Недостатки
1. ИмНС нецелесообразно использовать в системах с малым числом нейронов;
2. Не существует совершенного алгоритма обучения.

## Реализации

Красными точками отмечены первые по мощности суперкомпьютеры из TOP500 за соответствующие годы. Синие и зеленые горизонтальные линии отражают оценочные (по Рэймонду Курцвейлу) требования к производительности (выраженной в FLOPS) суперкомпьютеров для эмуляции соответствующих уровней человеческого мозга. Таким образом, при удвоении мощности каждые 1.1 года, в 2019 году появится первый суперкомпьютер (10^{18} FLOPS ЦП и 10^{4} Tb ОЗУ), способный полноценно эмулировать деятельность импульсной нейросети.

### Списки
Список нейроморфного программного и аппаратного обеспечения.

### Программные
Программное обеспечение, которое используется, в основном, для имитации импульсных нейронных сетей и используемые биологами для изучения их работы, свойств и характеристик. Позволяет моделировать с высоким уровнем детализации и точности, но требуют большого времени моделирования.
- GENESIS[англ.];
- Neuron[англ.];
- Brian[англ.];
- NEST[англ.].

Программное обеспечение, которое может использоваться для решения реальных, а не теоретических задач. Моделирование в них проходит очень быстро, но не позволяет моделировать сложные, то есть биологически реалистичные, модели нейронов.
- SpikeNET.

Программное обеспечение, которое работает достаточно эффективно для того, чтобы моделирование проходило быстро, иногда даже в режиме реального времени, но, в то же время, оно способно использовать нейронные модели, которые подробно описаны и биологически правдоподобным. Все это очень удобно для задач обработки информации.
- EDLUT[англ.].

### Аппаратные
Использующее существующую архитектуру пользователя:
- Neurogrid[англ.];
- SpiNNaker.

Использующее свою, специализированную, архитектуру:
- TrueNorth;
- Akida

## Применение

### Протезирование
Зрительные и слуховые нейропротезы, использующие последовательности импульсов для подачи сигналов в зрительную кору, и возвращающие больным возможность ориентироваться в пространстве, существуют уже сейчас, а работа над механическими двигательными протезами активно ведется. Также, импульсные последовательности могут подаваться в мозг через вживленные в него электроды и, тем самым, устранять симптомы болезни Паркинсона, дистонии, хронических болей, МДП и шизофрении.

### Робототехника
Brain Corporation из Сан-Диего разрабатывает роботов, использующих ИмНС, а SyNAPSE создает нейроморфические системы и процессоры.

### Компьютерное зрение
Существуют перспективы применения ИмНС в компьютерном зрении (автоматическом анализе видеоинформации). Цифровой нейрочип IBM TrueNorth включает в себя миллион программируемых нейронов и 256 миллионов программируемых синапсов, что позволяет симулировать работу нейронов зрительной коры. Данный нейрочип состоит из 4096 ядер, содержит 5.4 миллиарда транзисторов, но при этом обладает серьезной энергоэффективностью — всего лишь 70 милливатт.

### Телекоммуникации
Qualcomm занимается исследованием возможности применения ИмНС в телекоммуникационных устройствах.